# Ajub Blijev
Ajub Zuberovitj Blijev (ryska: Аюб Зуберович Блиев), född 2 juni 1997, är en rysk judoutövare.

## Karriär
Vid ungdoms-EM 2014 i Aten tog Blijev silver i 55 kg-klassen efter en finalförlust mot azeriske Natig Gurbanli. Vid junior-EM 2015 i Oberwart tog han silver i 55 kg-klassen efter en finalförlust mot nederländske Roy Koffijberg. Vid U23-EM 2019 i Izjevsk tog Blijev silver i 60 kg-klassen efter en finalförlust mot landsmannen Ramazan Abdulajev.
Vid EM 2025 i Podgorica tog Blijev silver i 60 kg-klassen efter en finalförlust mot georgiske Giorgi Sardalasjvili.